# Haemimont Games
Haemimont Games è una società bulgara dedita allo sviluppo di videogiochi fondata nel 1997 a Sofia. La compagnia, composta da circa 60 dipendenti, ha creato principalmente giochi di simulazione e strategia basati sulla storia antica, ma ha anche sviluppato titoli nel genere rpg.

## Titoli pubblicati
Tutti i giochi elencati qui sono esclusivamente per Microsoft Windows, tranne qualche eccezione:
| Titolo | Anno di uscita                                                  | Genere                    | Piattaforme                                                                    | Note |
| --- | --------------------------------------------------------------- | ------------------------- | ------------------------------------------------------------------------------ | --- |
| Tzar: Burden of the Crown Tzar: el Poder de la Corona Цар: Тежестта на короната Огнем и Мечом Tzar: O peso da coroa Tzar: Die Schlacht um die Krone Tzar: Ciężar Korony                                       | 2000                                                            | Strategia                 | - Microsoft Windows - PlayStation                                              | |
| Tzar: El Cid y la Reconquista | 2000                                                            | Strategia                 | Microsoft Windows                                                              | Commercializzato solo in Spagna |
| Tzar: Excalibur e il Re Artù Tzar: El Rey Arturo y Excalibur | 2000                                                            | Strategia                 | Microsoft Windows                                                              | - Commercializzato solo in Italia e in Spagna - Disponibile anche nell'FX Store |
| Tzar: El Imperio de Genghis Khan | 2000                                                            | Strategia                 | Microsoft Windows                                                              | - Commercializzato solo in Italia e in Spagna - È l'espansione de Excalibur e il Re Artù - Disponibile anche nell'FX Store                                                                         |
| Tzar: Los Dominios de la Magia | 2001                                                            | Strategia                 | Microsoft Windows                                                              | Commercializzato solo in Spagna |
| Imperivm: La guerra gallica Celtic Kings: Rage of War Imperivm: La Guerra de las Gallas Келтски крале | 21 agosto 2002                                                  | Strategia                 | Microsoft Windows                                                              | - Disponibile separatamente nell'FX Store - Disponibile anche su GOG.com |
| Imperivm: Le guerre puniche Imperivm II: La Conquista de la Hispania Картаген Nemesis of the Roman Empire / Celtic Kings: The Punic Wars The Punic Wars: Clash of Two Empires Celtic Kings 2 / 羅馬帝國的報仇 | 4 settembre 2004                                                | Strategia                 | Microsoft Windows                                                              | - Disponibile separatamente nell'FX Store - Distribuito anche dalla Enlight |
| Imperivm: Le grandi battaglie di Roma Imperivm: Las Grandes Battallas de Roma | 10 maggio 2005                                                  | Strategia                 | Microsoft Windows                                                              | Disponibile separatamente anche nell'FX Store |
| Rising Kingdoms Вълшебни кралства 王國興起 | 2005                                                            | Strategia                 | Microsoft Windows                                                              | |
| Imperivm: Civitas Glory of the Roman Empire Die Römer Величие Римской Империи | 26 giugno 2006                                                  | Gestionale                | Microsoft Windows                                                              | Disponibile anche nell'FX Store |
| Imperivm: Civitas II Imperivm Romanum | 22 febbraio 2008 11 marzo 2008 11 aprile 2008                   | Gestionale                | Microsoft Windows                                                              | - Il continuo di Imperivm Civitas - L'espansione Emperor Expansion è esclusiva solo negli Stati Uniti, mentre nel resto del mondo il gioco è già completo così com'è.                              |
| Imperivm: Civitas III | 6 marzo 2009 17 marzo 2009 19 marzo 2009                        | Gestionale                | Microsoft Windows                                                              | Il continuo di Imperivm Civitas II |
| Imperivm Online Grand Ages: Rome - Reign of Augustus | 2009                                                            | Gestionale                | Microsoft Windows                                                              | Negli Stati Uniti è considerata un'espansione di Imperivm Civitas III |
| Tropico 3 | 2009                                                            | - Strategia - Gestionale  | - Microsoft Windows - Xbox 360                                                 | - Primo gioco dell'azienda a venire pubblicato per una console diversa da Windows - È disponibile anche per i dispositivi MacOS X, Android e iOS, versioni però sviluppate dalla Feral Interactive |
| Il Primo Templare El Primer Templario The First Templar | 2011                                                            | - Azione - Gioco di ruolo | - Microsoft Windows - Xbox 360                                                 | |
| Tropico 4 | 2011                                                            | Gestionale                | - Microsoft Windows - Xbox 360                                                 | È disponibile anche la versione per MacOS X, sviluppata però dalla Feral Interactive |
| Omerta - City of Gangsters | 2013                                                            | Strategia                 | - Microsoft Windows - Xbox 360                                                 | |
| Tropico 5 | 2014                                                            | Gestionale                | - Microsoft Windows - macOS - Linux - Xbox 360 - PlayStation 4                 | Primo gioco dell'azienda a uscire su una console della Sony |
| Victor Vran | 2015                                                            | Gioco di ruolo            | - Microsoft Windows - PlayStation 4 - Xbox One - Nintendo Switch               | Primo gioco dell'azienda a venire distribuito per una console Nintendo |
| Surviving Mars | 2018                                                            | Gestionale                | - Microsoft Windows - MacOS - Linux - Xbox One                                 | |
| Stranded: Alien Dawn | 2023                                                            | Gestionale, Strategia     | - Microsoft Windows - PlayStation 4 - PlayStation 5 - Xbox One - Xbox Series X | |
| Jagged Alliance 3 | - 14 luglio 2023 (PC) - 16 novembre 2023 (PS4, PS5, XOne e XSX) | Strategia                 | - Microsoft Windows - PlayStation 4 - PlayStation 5 - Xbox One - Xbox Series X | |